# Freestyle Life
Freestyle Life è il quarto EP del rapper italiano Jesto ed il secondo in collaborazione con il produttore 3D, pubblicato gratuitamente nel 2011. Il progetto è stato realizzato nell'arco di 48 ore consecutive in streaming.

## Tracce
1. Il mondo sta fuori – 2:38
2. Heisenberg – 2:38
3. Non sei tanto normale – 2:45
4. Monster Track (feat. NSP, Baby K, Xtreme Team, Jimmy, TDC21 & Nayt) – 6:28

## Curiosità
- Dall'EP è stato estratto il video ufficiale (anche questo realizzato durante lo streaming) della traccia Heisenberg, ricca di citazioni alla serie televisiva Breaking Bad.[2]